# Presidenti del Libano
I presidenti del Libano si sono succeduti dal 1926, allorché fu istituito il protettorato francese del Grande Libano.
Una volta raggiunta l'indipendenza, la designazione del Presidente, da prerogativa dell'autorità francese, fu affidata all'Assemblea Nazionale. Secondo la costituzione, il Presidente dura in carica sei anni e non è immediatamente rieleggibile; ha il potere di nominare e revocare il primo ministro e partecipa al consiglio dei ministri. Secondo una consuetudine costituzionale l'incarico va affidato a un cristiano.
Dal 9 gennaio 2025 il Presidente della Repubblica in carica è Joseph Aoun.

## Lista
| Presidente                             | Presidente | Presidente                            | Partito                      | Mandato           | Mandato           |
| Presidente                             | Presidente | Presidente                            | Partito                      | Inizio            | Fine              |
| -------------------------------------- | ---------- | ------------------------------------- | ---------------------------- | ----------------- | ----------------- |
| Presidenti del Grande Libano           |            |                                       |                              |                   |                   |
|                                        |            | Charles Debbas                        | Indipendente                 | 1º settembre 1926 | 2 gennaio 1934    |
|                                        |            | Privat-Antoine Aubouard (Ad interim)  | Indipendente                 | 2 gennaio 1934    | 30 gennaio 1934   |
|                                        |            | Habib Pacha Es-Saad                   | Indipendente                 | 30 gennaio 1934   | 20 gennaio 1936   |
|                                        |            | Emile Eddé                            | Blocco Nazionale             | 20 gennaio 1936   | 4 aprile 1941     |
|                                        |            | Pierre-Georges Arlabosse (Ad interim) | Indipendente                 | 4 aprile 1941     | 9 aprile 1941     |
|                                        |            | Alfred Naqqache                       | Falangi Libanesi             | 9 aprile 1941     | 18 marzo 1943     |
|                                        |            | Ayub Thabit (Ad interim)              | Indipendente                 | 19 marzo 1943     | 21 luglio 1943    |
|                                        |            | Petro Trad                            | Indipendente                 | 21 luglio 1943    | 21 settembre 1943 |
|                                        |            | Bishara al-Khuri                      | Partito Costituzionale       | 21 settembre 1943 | 11 novembre 1943  |
| Presidenti della Repubblica del Libano |            |                                       |                              |                   |                   |
|                                        |            | Emile Eddé                            | Blocco Nazionale             | 11 novembre 1943  | 22 novembre 1943  |
|                                        |            | Bishara al-Khuri                      | Partito Costituzionale       | 22 novembre 1943  | 18 settembre 1952 |
|                                        |            | Fu'ad Shihab (Ad interim)             | Indipendente                 | 18 settembre 1952 | 22 settembre 1952 |
|                                        |            | Camille Chamoun                       | Partito Nazionale Liberale   | 22 settembre 1952 | 22 settembre 1958 |
|                                        |            | Fu'ad Shihab                          | Indipendente                 | 22 settembre 1958 | 22 settembre 1964 |
|                                        |            | Charles Helou                         | Indipendente                 | 22 settembre 1964 | 22 settembre 1970 |
|                                        |            | Sulayman Farangiyye                   | Movimento Marada             | 22 settembre 1970 | 22 settembre 1976 |
|                                        |            | Elias Sarkis                          | Indipendente                 | 22 settembre 1976 | 22 agosto 1982    |
|                                        |            | Bashir Gemayel                        | Falangi Libanesi             | 22 agosto 1982    | 14 settembre 1982 |
|                                        |            | Amin Gemayel                          | Falangi Libanesi             | 23 settembre 1982 | 22 settembre 1988 |
|                                        |            | Michel Aoun (ad interim)              | Militare                     | 22 settembre 1988 | 4 novembre 1989   |
|                                        |            | René Moawad                           | Al Haraka                    | 5 novembre 1989   | 22 novembre 1989  |
|                                        |            | Selim al-Hoss                         | Indipendente (f.f.)          | 22 novembre 1989  | 24 novembre 1989  |
|                                        |            | Elias Hrawi                           | Indipendente                 | 24 novembre 1989  | 24 novembre 1998  |
|                                        |            | Émile Lahoud                          | Indipendente                 | 24 novembre 1998  | 23 novembre 2007  |
|                                        |            | Fouad Siniora (Ad interim)            | Movimento il Futuro          | 24 novembre 2007  | 25 maggio 2008    |
|                                        |            | Michel Suleiman                       | Indipendente                 | 25 maggio 2008    | 25 maggio 2014    |
|                                        |            | Tammam Salam (Ad interim)             | Indipendente                 | 25 maggio 2014    | 31 ottobre 2016   |
|                                        |            | Michel Aoun                           | Movimento Patriottico Libero | 31 ottobre 2016   | 30 ottobre 2022   |
|                                        |            | Najib Mikati (Ad interim)             | Movimento Azm                | 30 ottobre 2022   | 9 gennaio 2025    |
|                                        |            | Joseph Aoun                           | Indipendente                 | 9 gennaio 2025    | in carica         |